# Веселин Груев
Веселин (Харитон) Груев Пройчев е български просветител, учител, педагог, и общественик, брат на Йоаким Груев.
Веселин Груев един от най-изтъкнатите със своите педагогически способности копривщенски учители. Противник на телесните наказания. През 1864/65 година е главен учител в копривщенското класно училище. По същото време е съставен училищният устав. Автор на учебника „Начални познания по геометрия“, преводач на „Неделни слова и поучения“. След 1865 г. заминава за София, където е главен учител на Софийското класно училище.

## Признание
Паметна плоча и чешма в чест на Йоаким, Георги, Веселин и Александър Груеви, дарили на училищното настоятелство през 1910 г. двора си за построяването на Климатичния пансион. Плочата е поставена на източният ограден зид на 12 септември 2018 г. по инициатива на Дирекция на музеите.